# Ratusz w Nymburku

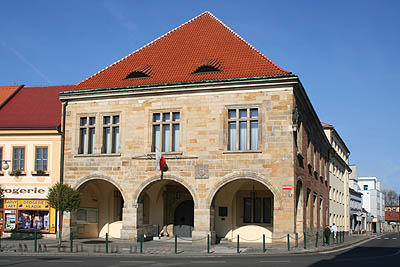
Ratusz w Nymburku

Ratusz w Nymburku (cz. Nymburská radnice) – renesansowy ratusz, stojący na Náměstí Přemyslovců, w Nymburku, w Czechach. Jest chroniony jako zabytek kultury Republiki Czeskiej.
Pierwotny ratusz pochodził z XIV wieku i był zbudowany w stylu gotyckim. Obecny budynek został wzniesiony w latach 1524–1526, a całość ukończono w 1546 roku. Generalny remont ratusza miał miejsce w latach 2003–2004 i od 2005 ponownie jest siedzibą urzędu miasta Nymburk.